# Tetiana Ostaszczenko
Tetiana Mykołajiwna Ostaszczenko (ukr. Тетяна Миколаївна Остащенко; ur. w sierpniu 1974 we Lwowie) – ukraińska lekarka wojskowa, generał brygady, dowódca Służby Medycznej Siłach Zbrojnych Ukrainy (od 2021). Jest pierwszą kobietą w historii swojego kraju, której powierzono dowodzenie rodzajem sił zbrojnych, a także pierwszą kobietą w stopniu generała brygady.

## Życiorys
Tetiana Ostaszczenko urodziła się we Lwowie na zachodniej Ukrainie w sierpniu 1974 roku. Jej ojciec służył w wojsku. W 1996 roku ukończyła z wyróżnieniem Wydział Farmaceutyczny Lwowskiego Narodowego Uniwersytetu Medycznego im. Danyła Halickiego. W 1998 roku została absolwentką Ukraińskiej Wojskowej Akademii Medycznej. W tym roku również zaczęła pełnić czynną służbę wojskową. W 2020 roku przeszła  kursy z zakresu obrony i bezpieczeństwa oraz przywództwa strategicznego na Uniwersytecie Cranfield w Wielkiej Brytanii. W lipcu 2021 została mianowana dowódcą Służby Medycznej Sił Zbrojnych Ukrainy. Została tym samym pierwszą kobietą w historii Ukrainy, która objęła dowodzenie nad rodzajem sił zbrojnych, a także pierwszą kobietą w stopniu generała brygady.